# ドランメン
ドランメン （Drammen）は、ノルウェー・ブスケルー県の県庁所在地。1838年に市となった。面積は317平方キロメートル、人口約10万人（2023年）。

## 地理
ドランメンはノルウェーの主要都市の一つで、首都オスロから40キロ離れている。都市の中心は谷の終わりに位置し、ドランメンセルヴァ川の両側に市が広がる。川はドランメン・フィヨルドへ注ぐ。ドランメンはノルウェーの自動車及び果物の主要輸入港である。
2006年1月からドランメン都市圏の人口は159,704人となった。ノルウェー第6位の都市圏で、5つの基礎自治体が含まれている。

## 市名の由来
古ノース語の『Drafn』に由来する。これはドランメン・フィヨルド内部の初期の名前である。フィヨルドはしかしドランメンセルヴァ川に由来するので、これに従えばdröfn（波、の意味）に由来することになる。

## 市の紋章
市の紋章は1960年から使用されている。これはブラゲーネス地方で1723年から使われていた古い紋章を元としている。モットーは、ラテン語でIN FIDE ET JUSTITIA FORTITUDO（強き誠と正義のもとで）である。鍵は誠心を、剣は正義を、石柱は強さを表す。

## 歴史
ÅskollenとSkogerveienに残る石窟芸術は紀元前5000年から7000年頃のものである。これらがこの谷に人が定住していた証となる。Åskollenにはヘラジカを描いた壁画がある。
ドランメンの発祥は、3つの小さな港からなる。ドランメンセルヴァ川北岸のブラゲーネス、ストロムソ、南岸のタンゲンである。交易が発展するにつれ、港は商業都市の一部となった。3つの港が非常に近いにもかかわらず、ブラゲゲーネスはクリスチャニア（オスロの古名）に含まれ、ストロムソはトンスベルグの一部であった。これは、近接した港都市の連携が不可能だったことを物語る。1662年、合併によりストロムソとブラゲーネスがフレゼリクストロムという名の商業市となった。この申し出はデンマーク王フレデリク3世によって拒否された。ブラゲーネスは1715年に限定付きの商業市となった。ストロムソとの合併は1811年6月19日に一つの市となった時に同時に行われた。
その特色ある地理条件から、市は旅客業、造船業、丸太運搬、材木取引が19世紀から行われてきた。現在は製紙業とパルプ生産も行われる。1960年代の間に、ドランメンセルヴァ川沿いのパルプ及び製紙工場は閉鎖された。
市の大半は1866年7月12日から13日にかけ起きた大火で廃墟と化し、市中心部の特色ある広場、ブラゲーネス教会などが再開発がされた。
1909年、ドランメンにスカンディナヴィア諸国初のトロリーバスが導入された。路線は1967年に廃止された。何年もの間市中心部は慢性的な交通渋滞で悩まされてきたが、1999年に市中心部から抜けるブラゲーネス・トンネルが開通した。近年、市中心部が刷新され、新築住宅建築、飲食店や商店街整備、ドランメンセルヴァ川沿いの遊歩道整備などがされた。
2010年1月1日、隣接するNedre Eikerとヴェストフォル県Svelvikを編入した。

## 地区
市内はウスタ、Fjell、ブラゲーネス、グルスコーゲン、コンネラ、ソーガー、ストロムソ、タンゲン、オソレン、オッシエンの地区に分かれる。
Øvre Sund地区はドランメンセルヴァ川沿いにあり、特徴ある町並みで知られる。18世紀から19世紀にかけ建てられた建物が並び、市の名前を知らしめるビール工場がある。

## 主な出身者
- コンラード・バーデン - 作曲家、オルガニスト
- ヨハン・オラフ・コス - スピードスケート選手
- マリアンヌ・アンデルセン - オリエンテーリング選手
- オーレ・アイナル・ビョルンダーレン - バイアスロン、クロスカントリースキー選手
- オッド・マルティンセン - クロスカントリースキー選手
- トルーデ・ディベンダール - クロスカントリースキー選手
- マルティン・ウーデゴール - プロサッカー選手